# グルタコニルCoAデカルボキシラーゼ
グルタコニルCoAデカルボキシラーゼ(Glutaconyl-CoA decarboxylase、EC 4.1.1.70)は、以下の化学反応を触媒する酵素である。
4-カルボキシブタ-2-エノイルCoA {\displaystyle \rightleftharpoons } ブタ-2-エノイルCoA + CO2
従って、この酵素の基質は、4-カルボキシブタ-2-エノイルCoAのみ、生成物は、ブタ-2-エノイルCoAと二酸化炭素の2つである。
この酵素はリアーゼ、特に炭素-炭素結合を切断するカルボキシリアーゼに分類される。系統名は、4-カルボキシブタ-2-エノイルCoA カルボキシリアーゼ (ブタ-2-エノイルCoA形成)(4-carboxybut-2-enoyl-CoA carboxy-lyase (but-2-enoyl-CoA-forming))である。他に、glutaconyl coenzyme A decarboxylase、pent-2-enoyl-CoA carboxy-lyase、4-carboxybut-2-enoyl-CoA carboxy-lyase等とも呼ばれる。この酵素は、安息香酸の分解やブタン酸の代謝に関与している。

## 構造
2007年末時点で、1つの構造が解明されている。蛋白質構造データバンクのコードは、1PIXである。